# Botsorhel

Botsorhel este o comună în departamentul Finistère, Franța. În 1 ianuarie 2022 avea o populație de 428 de locuitori.